# Agneza de Poitou
Carica Agneza (Agneza Akvitanska; ? – 14. prosinca 1077.) bila je carica Rimljana i regentica Svetoga Rimskog Carstva.
Izvori ju opisuju kao slabu vladaricu, previše sklonu dijeliti titule i zemlju članovima svoje porodice.

## Obitelj
Agneza je bila kći akvitanskog vojvode Vilima V. i Agneze Burgundske te unuka Otona Vilima, vojvode Burgundije. God. 1043., Agneza se udala za rimsko-njemačkog cara Henrika III., postavši careva druga supruga. Ovo su djeca carskog bračnog para:
- Adelajda II., opatica Quedlinburga
- gospa Gizela
- Matilda Njemačka, švapska vojvotkinja
- Henrik IV.
- Konrad II., bavarski vojvoda
- Judita Švapska, kraljica Ugarske